# Велики Мајдан (Љубовија)
Велики Мајдан је рудник олова и цинка који се налази у Љубовији, у Србији. У западној Србији, на западним падинама Борање, Јагодње, Соколских планина и Медведника, на више места се на самој површини наилази на појаве рудних жица које у себи садрже руду олова и цинка (Кошевине, В. Цип, Јовановићи, Липник, Велики Мајдан, Постење, Тисовик и др.), међу којима је назначајније лежиште Велики Мајдан.

### Географски положај
Рудно поље рудника Велики Мајдан обухвата простор између Крупинске и Коларичке реке, планине Јагодње(Мачков камен) и према западу се протеже до реке Дрине. На овом подручју налазе се многобројни остаци старих рударских и топионичких радова (ходници, поткопи, зарушена окна, развалине топионица и рудничких зграда), који указују да је на овом простору некада било веома развијено рударство и топионичарство олова.
Од старијих радова вредно је поменути велики откопани простор у Којићима, површине око 2.000 м², који својим изгледом подсећа на мањи површински коп. Нажалост, сви средњовековни или још старији рударски и топионичарски радови и даље су још археолошки неистражени, што је разлог да детаљнијих података о овим старим радовима још нема.
Од педесетих година 20. века, па све до почетка 2000-их, рудник је несметано радио, када је зауставио производњу и прераду руде због поплавом оштећене бране флотацијског јаловишта, која је угрожавала здравље становништва и реку Дрину.
 Наредних година се јавило неколико неуспешних покушаја санирања бране, па је услед тога 2006. године покренут стечајни поступак над рудником. Исте године је рудник Велики Мајдан купила компанија Mineco Limited која и данас води рудник са руским партнерима.

### Геологија лежишта
Непосредна околина рудника изграђена је углавном од палеозојских шкриљаца и средњотријаских кречњака, у које су, у виду малих интрузија, утиснути неогени дацито-андезити и кварцлатити, а локално и дајкови.
У северном делу лежишта Велики Мајдан јављају се и еруптивне брече. Појава контактне метасоматозе и стварање скарнова је ограничених размера. Рудна тела се јављају у кречњацима, делом на контакту са кварцлатитима, а делом на контакту са палеозојским шкриљцима аргилитског састава. Ова рудна тела обично су локализована у једној ужој зони и имају облик неправилних стубова, који према дубини падају под веома стрмим углом. Димензије ових рудних тела су променљиве, што се може пратити са геолошких планова не већ отвореним хоризонтима.
Према овим подацима површиме рудних тела крећу се од 30 до 2.000м². Њихов просторни распоред не показује неку јасно изражену правилност. Рудна тела образована у кречњацима обично су локализована на пресецима разлома, са појавом рачвања (рудне апофизе), при чему се дубином може доћи и до спајања више апофиза. Руда се обично јавља у масивним рудним телима, док су импрегнације ређе, а везане су само за зоне еруптивних бреча.
У оквиру овог лежишта, запажено је присуство одвојених кварцно-антимонитских тањих жица, које су у овом лежишту од малог економског значаја. Поред антимонита, у појединим деловима лежишта, локално се нилази и на појаве цинабарита и флуорита, а регистроване су и појаве никла и кобалта од малог економског значаја.
Руда се углавном састоји од пирита, сфалерита и галенита и знатно мање минерала бакра и других метала. Садржај олова и цинка у рудним телима креће се: 
- олово до 5%
- цинк до 10%

Средњи садрај по рудним телима
- Pb - 5%
- Zn - 4%
- Ag - 190 g/t

Концентрат сфалерита садржи 
- Cd - 0,3-1,0%
- Indijum - 117 g/t

Концентрат олова садржи
- Bi - 0,8%
- Ag - 0,12%

### Рударске активности
Новија историја Великог Мајдана започиње у шездесетим годинама 19. века када су у режији државе започети обимнији истражни радови, који су рађени споро и са прекидима до 1881, од када су истраживања нешто интезивнија и трају до 1903. године. У том периоду израђено је укупно око 1000 метара подземних просторија које су пресекле неколико мањих рудних жица, алине и рудне жице орудњене зоне које оправдавају даља улагања у рудник. То је био довољан разлог да 1903. године радови на истраживању овог лежишта буду обустављени. До Првог светског рата власник повластице ради само толико да не изгуби истражно право. За време рата, и одмах после рата, није ништа рађено до 1931. године када су истражни радови обновљени, али се радило споро, све док 1936. године повластицу није преузело енглеско друштво Drina Mining Sotrapy са седиштем у Лондону. Од тада почиње организованије да се истражује. Истражни радови и отварање лежишта завршени су 1939. године. Тадашњим истражним радовима лежиште је отворено са неколико хоризоната, од којих је најнижи на коти 455. Ови радови отворили су централни део рудишта и припремили га за експлоатацију. За време Другог светског рата слабо шта је рађено, а ни одмах после рата, тако да је рудник тек 1953. године започео да производи руду.
Иако лежиште у Великом Мајдану спада међу полиминерална лежишта, у периоду између ратова и за време рата, поред основних минералних компоненти (олова и цинка), остале минералне компоненте нису издвајане. Тек после Другог светског рата и реконструкције флотације у Великом Мајдану су поред основних минералних компоненти са успехом издвајани: сребро, бакар затим кадмијум а од 1980. издвајан је и пирит.
Иако су истражно припремни радови били завршени 1939. године, радови на откопној припреми започети су тек 1952. а редовна производнња 1953. године. Проозводња је била мала, јер недовољно припремљен рудник није могао ни да произведе веће количине руде.
После Другог светског рата рудник Велики Мајдан, као и остали рудници у оквиру Подрињског региона, постали су власништво државе и улазе у састав јединственог државног предузећа под именом Рударско-топионичарски басен Зајача.
Радови на отварању лежишта изведени до Другог светског рата (до коте 455), као и они радови који су отворили дубље делове лежишта (до коте 40), на чијој дубини су због привредне и политиче кризе у земљи, радови обустављени и рудник затворен 2002. године.

### Рудник данас
Рудник олова и цинка Велики Мајдан код Љубовије, који је у већинском власништву британске компаније Минеко, током 2018. године је пословао успешно, испунивши планирану производњу, уз реализацију истражних радова и додатна улагања у инфраструктуру и нову опрему.
У протеклој, десетој години од поновног покретања производње, у Руднику Велики Мајдан произведено је укупно око 6.700 тона комерцијалног концентрата олова и цинка. Од 2009. године, када је у овом руднику поново покренута производња, прерађено је више од 480.000 тона руде.
Рудник Велики Мајдан је за 2018. на име рудне ренте платио Републици Србији платио 51.640.892 динара, чиме је укупна накнада плаћена од 2008. до краја 2018. достигла износ око 347,7 милиона динара.
У том Руднику тренутно ради 300 људи, 15 више него у 2017. године, а њихове зараде су у 2018. години повећане за 11%.
Просечне плате квалификованих рудара у овом тренутку износе 85.000 динара нето. У 2019. планирано је повећање од 10%, што ће зависити од резултата рада и цена метала на берзи.
У овој години рудник има план да производњу одржи на истом нивоу, с тим да ће наставити улагања у истражно-припремне радове у износу од 1 мил УСД само у експлоатационом пољу Великог Мајдана. Такође су планирана истраживања у истражним пољима Косјерић и Велики Мајдан, као и наставак индустријско-технолошких испитивања бакарне руде.
Као предузеће које је изузетно значајно за локалну привреду и становништво, Рудник је укључен у реализацију асфалтирања локалног пута Велики Мајдан-Селенац-Мачков Камен, дужине око 15 км. Рудник је у протеклој години донирао око 2.000 m³ каменог насипа за доњи носећи слој, а такође својом механизацијом и материјалом је радио на одржавању локалне инфраструктуре.
Такође, Рудник Велики Мајдан помаже рад локалних спортских и културно-уметничких друштава, као и Дом здравља у Љубовији.
За Рудник Велики Мајдан питање заштите животне средине једно је од најважнијих, којима се води при пословању. Рудник улаже у одржавање система за заштиту природних вода, па редовно чисти корито Селаначке реке, орезује вегетацију, одржава мостове. Анализе воде у токовима испод и изнад рудника потврђују да је вода одговарајућег квалитета и да нема загађења. Висок ниво безбедности постигнут је санацијом бране јаловишта и осталих инфраструктурних објекта, која је урађена пре 11 година када је Минеко преузео Рудник.
Овај рудник изашао је из стечаја 2006. године, а његову ревитализацију Агенција за стечај Републике Србије прогласила је једном од најбоље решених. Рудник је био потпуно девастиран и потопљен, и радови на санацији и ревитализацији Рудника Велики Мајдан трајали су до 2009. године.
Поред Рудника Велики Мајдан, британска компанија Минеко са својим партнерима управља са још два рудника олова и цинка у Србији – Рудником код Горњег Милановца и Босил-Металом код Босилеграда, где је покренута пилот производња. У БИХ, Минеко управља Рудником олова и цинка Гросс, спроводи истражне радове у старом руднику антимона код Новог Горажда, а у току 2017. покренута је производња и у руднику церузита код Олова. У Челебићима код Фоче су успешно обављене прве фазе истражних радова и оверен је елаборат о рудним резервама, а ове године је потписан Уговор о концесији за експлоатацију руде олова и цинка.